# آنکیت گیرا
آنکیت گیرا، مجری و بازیگر هندی است که به خاطر بازی در چندین برنامه تلویزیونی شناخته‌شده‌است. او همچنین در سال ۲۰۱۵، در مسابقه Big Boss 9 شرکت داشت.

## زندگی شخصی
گیرا در سال ۲۰۱۹ با سارا خان که یکی از بازیگران تلویزیون بوده، رابطه داشته‌است. اما در سال ۲۰۲۱، با راشی پوری ازدواج کرد.

## حرفه
در سال ۲۰۱۰، گیرا پس از پایان تحصیلات خود در دهلی، حرفه بازیگریش را با بازی در نقش نیکیل در مجموعه کمدی رمانتیک Mahi Way در تلویزیون سرگرمی سونی آغاز کرد.
اولین شخصیت بزرگ او در نمایش تلویزیونی Suphit Man Kee Awaaz Pratigya در نقش Adarsh Saxena از ۲۰۰۹ تا ۲۰۱۱ اتفاق افتاد تا اینکه از این برنامه دست کشید و آنیرود سینگ جایگزین او شد.
سودمندترین و تحسین برانگیزترین موفقیت برای گرا در سال ۲۰۱۲ اتفاق افتاد که وی اولین نقش اصلی خود را در سریال معروف صابون Suhane Ladakpan Ke در نقش Zay TV در نقش مایانک گرگ در مقابل Roopal Tyagi داشت. او چندین نامزدی برای کار خارق‌العاده خود دریافت کرد. نمایش در سال ۲۰۱۵ به پایان رسید.
در سال ۲۰۱۵، او در Killer Karaoke Atka Toh Latkah شرکت کرد. در آن سال او به عنوان Bhasmasur در سریال اکشن فانتزی Maharakshak: Devi در Zee TV ظاهر شد که از نظر تجاری متلاشی شد.
در اکتبر ۲۰۱۵، Gera به عنوان یک شرکت کننده مشهور در فصل ۹ نمایش محبوب بازی واقعیت هند Bigg Boss وارد شد. وی در روز ۷ اخراج شد.
یک سال بعد، او در اپیزودی از Ye Hai Aashiqui با Pooja Sharma در سال 2016 در همان سال، او در درام اسطوره ای &amp; TV Santoshi Maa تهیه شده توسط Rashmi Sharma Telefilms با خان به عنوان مهمان ظاهر شد.
در مارس ۲۰۱۷، گیرا مقاله‌نویسی شخصیت اصلی را در کنار Yukti Kapoor و Simraan Kaur در مجموعه تلویزیونی Agniphera به عنوان آنوراگ سینگ فارغ‌التحصیل MBA آغاز کرد. وی پس از مرگ شخصیتش، در سال ۲۰۱۸ این نمایش را ترک کرد.

## تلویزیون
| سال        | عنوان                           | نقش                | یادداشت                | رفر (بازدید کنندگان) |
| ---------- | ------------------------------- | ------------------ | ---------------------- | -------------------- |
| ۲۰۰۹       | Mahi Way                        | نیکیل              | -                      | -                    |
| ۲۰۰۹–۲۰۱۱  | Mann Kee Awaaz Pratigya         | آدارش شیام ساکسنا  | -                      | [ ۱۹ ]               |
| ۲۰۱۲–۲۰۱۵  | Sapne Suhane Ladakpan Ke        | مایانک پرابو گارگ  | -                      | [ ۲۰ ]               |
| ۲۰۱۴       | Dard Ka Rishta                  | وایبهاو            | -                      | -                    |
| ۲۰۱۵       | Killerr Karaoke Atka Toh Latkah | مسابقه دهنده       | -                      | -                    |
| ۲۰۱۵       | Maharakshak: Devi               | باسما              | -                      | [ ۲۱ ]               |
| ۲۰۱۵       | Big Boss 9                      | مسابقه دهنده       | روز هفتم، اخراج شده    | [ ۲۲ ]               |
| ۲۰۱۶       | Yeh Hai Aashiqui                | آتش                | فصل ۴؛ قسمت ۱۵ -ترافیک | [ ۲۳ ]               |
| ۲۰۱۶       | Santoshi Maa                    | نیکیل              | بازیگر مهمان افتخاری   | [ ۲۴ ]               |
| ۲۰۱۷–۲۰۱۸  | Agniphera                       | آنوراگ ویدوان سینگ | قهرمان داستان          | [ ۲۵ ]               |
| ۲۰۲۱       | Choti Sarrdaarni                | سمیر شاستری        | دارای نقش مختصر        | -                    |
| ۲۰۲۱-اکنون | Molkki                          | داکش سینگ شکاوت    | -                      | [ ۲۶ ]               |